# 情色描写历史

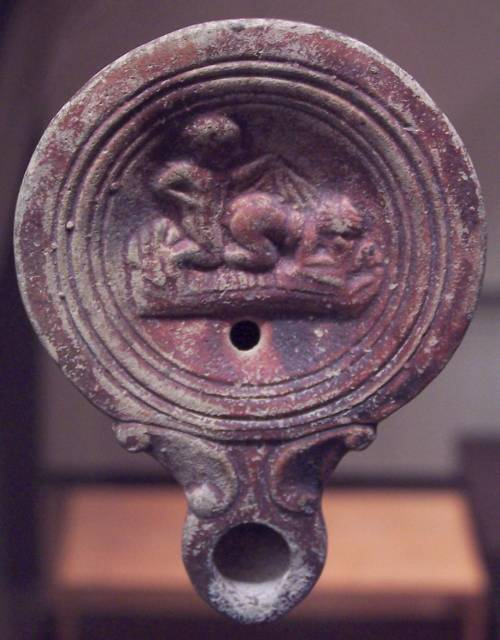
一盞古羅馬油燈上一對情侶以後背體位方式性交。

情色描写包括以繪畫、雕塑、攝影、戲劇、音樂以及寫作的手法描述人类的性相關的場面，這在歷史上幾乎所有文明都曾產生過，不分古今東西。在早期人類文化上，性型態與動作上常與超自然力量相聯繫，在一些宗教儀式可見端倪。在亞洲國家如印度、尼泊爾、斯里蘭卡、中國和日本，情欲的表達與情色藝術的作品在當地本土宗教（諸如印度教、佛教、道教或神道教等）之中有其各自特殊的精神上的意義。而古希臘與古羅馬人产製了諸多情色藝術與裝飾，也多與他們的宗教信仰及文化習俗相融合。
近幾十年隨著電信科技的演進，新興技術——如印刷、攝影、電影與電腦——使得情色描写有了新型態的應用呈現與傳遞形式。

## 歷史背景（西方）

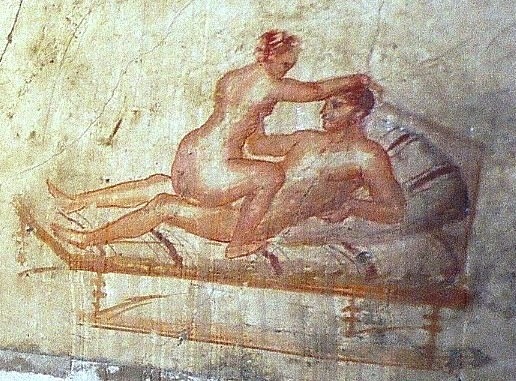
來自龐培城的典型性愛圖畫

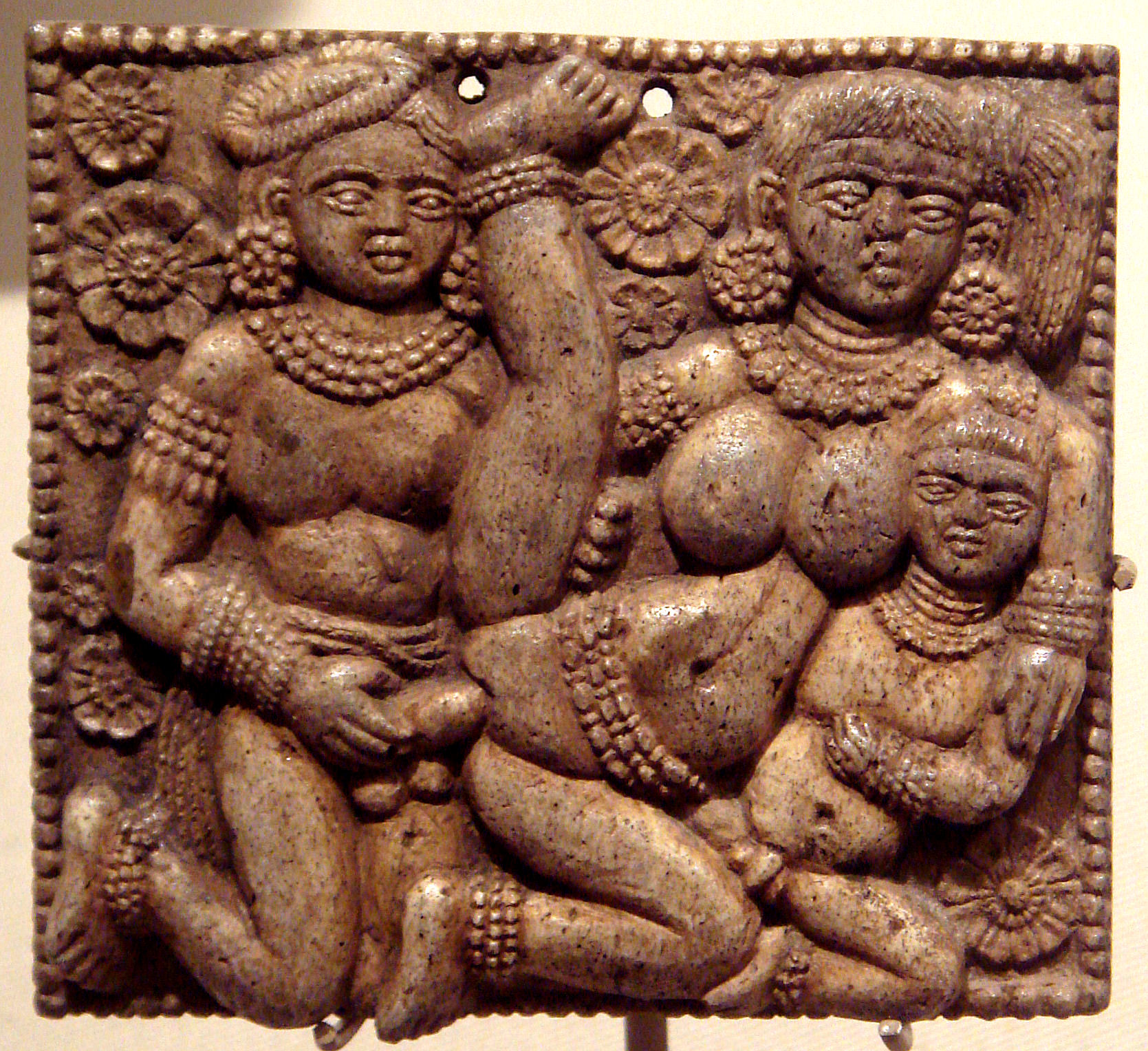
印度巽伽王朝雕塑，約公元前1世紀，大都會藝術博物館

古代，情色描写往往屬於當地本土或宗教藝術文化的一部分，無異於其他類型的作品，現代所謂色情物品（pornography）的概念在早期尚未成型，直到後來19世紀的維多利亞時代，才有將描寫妓女的文章作為色情物品的最初定義，如1857年的英國醫學字典：「色情物品——以公共衛生的角度對妓女或賣淫的描述」。
色情物品的定義，到了1860年代已開始與現代意義相當接近1864年，韋氏詞典首現其現代定義：「用作裝飾供人於酒神節狂歡的房間牆壁之淫褻圖畫，如龐培城的壁畫。」這標誌着在英美國家，人們開始對性愛描述賦予不雅的性質。1857年，英國通過法例對觀看情色描写作品的人加以懲罰，這在之前是沒有的。1860年代，龐培城的大量文物出土，古羅馬大量情色描写作品重見天日，使一向自認為承襲羅馬帝國智慧的維多利亞時代的英国人大感震驚。他們採取逃避策略。大量出土文物被收藏到那不勒斯的秘密博物館，不可移動的文物則被掩蓋起來，更派員把守。

## 外部連結
- Pan copulating with a goat (statue)
- Explicit Moche pottery （页面存档备份，存于）
- More Moche pottery
- Erotic Daguerreotype
- Cover of early men's magazine